# North Wales (circonscription du Parlement européen)
Cet article concerne une circonscription du Parlement européen. Pour la région électorale du Senedd du même nom, voir North Wales (région électorale du Senedd). Pour d'autres utilisations, voir North Wales (homonymie).
North Wales était une circonscription du Parlement européen qui couvrait à peu près la région géographique du nord du pays de Galles, de 1979 à 1999. Elle a été détenue par le Parti conservateur de 1979 à 1989, période pendant laquelle c'était leur seul siège au pays de Galles.
Avant l’adoption uniforme de la représentation proportionnelle en 1999, le Royaume-Uni utilisait le système uninominal à un tour pour les élections européennes en Angleterre, en Écosse et au pays de Galles. Les conscriptions du Parlement européen utilisées dans ce système étaient plus petites que les circonscriptions régionales les plus récentes et ne comptaient chacune qu'un seul membre au Parlement européen.
Le siège est devenu une partie de la circonscription beaucoup plus grande du Pays de Galles en 1999.

## Limites
1979–1984: Anglesey, Caernarfon, Conwy, Denbigh, Flintshire East, Flintshire West, Merionnydd, Montgomery, Wrexham.
1984–1994: Alyn and Deeside, Caernarfon, Clwyd North West, Clwyd South West, Conwy, Delyn, Meirionnydd Nant Conwy, Montgomery, Wrexham, Ynys Mon.
1994–1999: Alyn and Deeside, Caernarfon, Clwyd North West, Clwyd South West, Conwy, Delyn, Wrexham, Ynys Mon.

## Membre du Parlement européen
| Élection                    | Élection | Portrait | Membre        | Parti        |
| --------------------------- | -------- | -------- | ------------- | ------------ |
|                             | 1979     |          | Beata Brookes | Conservateur |
|                             | 1989     |          | Joe Wilson    | Travailliste |
| 1999 circonscription abolie |          |          |               |              |

## Résultats des élections
Les candidats élus sont indiqués en gras.
| Parti         | Parti                                  | Candidat        | Voix    | %    | ± |
| ------------- | -------------------------------------- | --------------- | ------- | ---- | - |
|               | Conservateur                           | Beata Brookes   | 71,473  | 41,9 | ' |
|               | Travailliste                           | T. A. Dillon    | 46,627  | 26,4 |   |
|               | Plaid Cymru                            | Ieuan Wyn Jones | 34,171  | 19,3 |   |
|               | Liberal                                | Nesta Wyn Ellis | 21,989  | 12,4 |   |
| Majorité      | Majorité                               | Majorité        | 27,546  | 15,5 |   |
| Participation | Participation                          | Participation   | 174,260 | 35,9 |   |
|               | Conservateur vainqueur (nouveau siège) |                 |         |      |   |

| Parti         | Parti                | Candidat             | Voix    | %    | ±     |
| ------------- | -------------------- | -------------------- | ------- | ---- | ----- |
|               | Conservateur         | Beata Brookes        | 69,139  | 31,6 | -10.3 |
|               | Social Démocratique  | Robert Thomas Ellis  | 56,861  | 26,0 | +13.6 |
|               | Travailliste         | Colin Ian Campbell   | 54,768  | 25,0 | -1.4  |
|               | Plaid Cymru          | Dafydd Iwan          | 38,117  | 17,4 | -1.9  |
| Majorité      | Majorité             | Majorité             | 12,278  | 5,6  | -9.9  |
| Participation | Participation        | Participation        | 218,885 | 42,4 | +6.5  |
|               | Conservateur retenir | Conservateur retenir | Swing   |      |       |

| Parti         | Parti                                   | Candidat                                | Voix    | %    | ±     |
| ------------- | --------------------------------------- | --------------------------------------- | ------- | ---- | ----- |
|               | Travailliste                            | Joe Wilson                              | 83,638  | 33,1 | +8.1  |
|               | Conservateur                            | Beata Brookes                           | 79,178  | 31,3 | -0.3  |
|               | Plaid Cymru                             | Dafydd Elis-Thomas                      | 64,120  | 25,3 | +7.9  |
|               | Green                                   | P. H. W. Adams                          | 15,832  | 6,3  | New   |
|               | SLD                                     | R. K. Marshall                          | 10,056  | 4,0  | -22.0 |
| Majorité      | Majorité                                | Majorité                                | 4,460   | 1,8  | -3.8  |
| Participation | Participation                           | Participation                           | 252,824 | 46,8 | +4.4  |
|               | Travailliste vainqueur sur Conservateur | Travailliste vainqueur sur Conservateur | Swing   |      |       |

| Parti         | Parti                | Candidat             | Voix    | %    | ±     |
| ------------- | -------------------- | -------------------- | ------- | ---- | ----- |
|               | Travailliste         | Joe Wilson           | 88,091  | 40,8 | +7.7  |
|               | Plaid Cymru          | Dafydd Wigley        | 72,849  | 33,8 | +8.5  |
|               | Conservateur         | R. G. M. Hughes      | 33,450  | 15,5 | -15.8 |
|               | Libéral Démocrate    | R. E. Parry          | 14,828  | 6,9  | +2.9  |
|               | Green                | P. H. W. Adams       | 2,850   | 1,3  | -5.0  |
|               | Natural Law          | D. E. Hughes         | 2,065   | 0,9  | New   |
|               | Indépendant          | J. M. Cooksey        | 1,623   | 0,8  | New   |
| Majorité      | Majorité             | Majorité             | 15,242  | 7,0  | +5.2  |
| Participation | Participation        | Participation        | 215,756 | 45,3 | -1.5  |
|               | Travailliste retenir | Travailliste retenir | Swing   |      |       |